# Dilbat

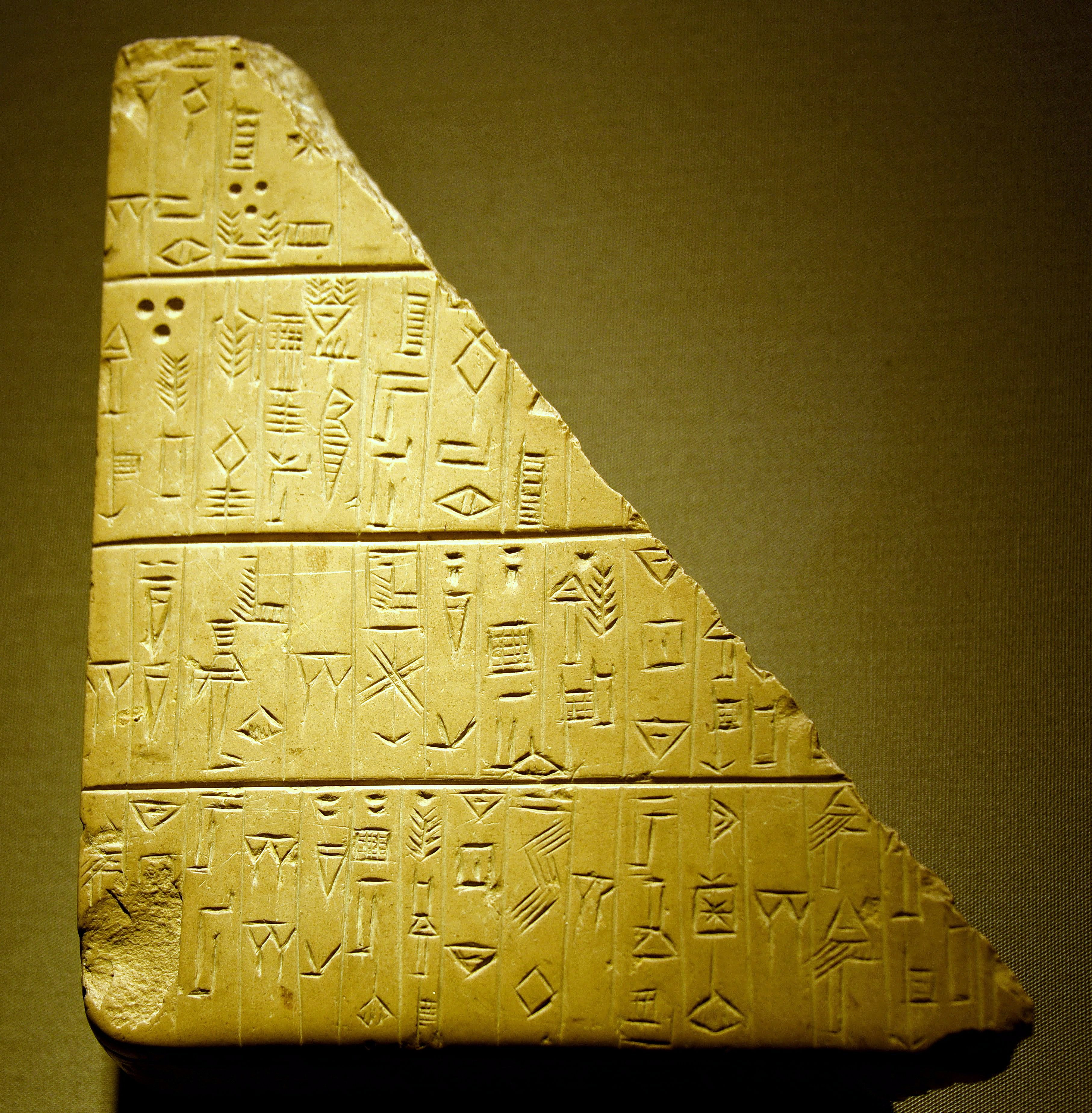
kőtábla

Dilbat (mai nevén: Tell ed-Duleim vagy Tell al-Deylam, Irak) kisebb sumér város, amely délkeletre fekszik Babilontól, Eufrátesz keleti oldalán található. Ma Irak területén van a település. Borszippa ősi várostól 15 kilométerre fekszik délre. A sumer mitológiából ismert istenség Uras tiszteletére szentelték a Zikkurat templomot.
Dilbat települést i. e. 2700 körül alapították. Korai mezőgazdasági központ volt, búzát termesztettek és nádat.
Tell al-Deylam lelőhelyén két halom található, a nyugati kisebb, a keleti nagyobb, kb. ötszáz méter a kör kerülete. Az ásatásokat a Babilóniai Egyetem archeológiai tanszéke folytatta. A munkálatok 2017-ben kezdődtek és legalább 2020-ig meghosszabbították.